# 化章西街站
化章西街站是太原地铁2号线的地铁车站，位于中华人民共和国山西省太原市小店区人民南路与化章西街交叉口，于2025年5月25日开通。

## 车站结构
化章西街站位于人民南路与化章西街交叉口，沿人民南路设置，呈南北走向，为地下两层岛式站台车站，车站212.6米，标准段宽20.1米，车站地下一层为站厅层，地下二层为站台层，站台设置全高站台门。
| 地面              | 出入口 | A、B、C出入口                                                                                           |
| 地下一层          | 站厅   | 客服中心、自动售票机、验票机                                                                            |
| 地下二层          | 站台层 | \| \| \| █ 2号线往尖草坪（通达街） \| \| 島式 · 開左邊车门 \| \| \| \| \| \| █ 2号线往西桥（終點站） \| |
|                   |        | █ 2号线往尖草坪（通达街）                                                                               |
| 島式 · 開左邊车门 |        | |
|                   |        | █ 2号线往西桥（終點站）                                                                                 |

## 车站出口
化章西街站共设3个出入口，各出口及周围设施如下所示：
| 出口编号            | 地点                               | 可到达目的地             |
| ------------------- | ---------------------------------- | ------------------------ |
| A · 出口 · （设有） | 化章西街（北侧），人民南路（西侧） | 阳光揽胜                 |
| B · 出口            | 化章西街（南侧），人民南路（东侧） | 太原市疾病预防控制中心   |
| C · 出口            | 化章西街（北侧），人民南路（东侧） | 山西大学附属中学汾东学校 |
| 图例： 设有         |                                    |                          |

## 接驳交通

### 公交车
| 化章西街口 | 化章西街口   | 化章西街口 | 化章西街口 | 化章西街口 |
| 编号       | 路线         | 路线       | 路线       | 备注       |
| ---------- | ------------ | ---------- | ---------- | ---------- |
| 870        | 火车站东广场 | ⇆          | 化章西街口 |            |
| K870       | 火车站东广场 | ⇆          | 化章西街口 | 定班车     |

## 车站历史
本站建设时期工程名及公示站名为化章街站，开通前确定以化章西街站作为车站正式名称。因结建部分施工影响，本站未随2号线一期工程通车一同开通。
- 2017年7月19日，车站主体结构封顶[8]。
- 2023年10月20日，车站举行城市轨道交通运营突发事件应急演练[9]。
- 2025年5月25日，车站开通运营[2]。